# Štajerski partizanski bataljon
Štajerski partizanski bataljon,  je bil slovenski partizanski bataljon med 2. svetovno vojno.
V noči na 5. oktober 1941 so se na Grmadi (781 mnm) nad Plešivcem sešle Pohorska, Savinjska in Revirska četa ter se združile v Štajerski partizanski bataljon, ki je ob nastanku štel 46 borcev, za komandanta in političnega komisarja sta bila določena Franc Rozman - Stane in T. Žnidaršič. V noči na 8. oktober je bataljon napadel Šoštanj, partizani so dve uri mesto popolnoma obvladovali, povzročili okupatorju veliko škodo ter se brez žrtev umaknili. Najpomembnejši dosežek prvega partizanskega napada na katero od mest v Sloveniji je bila okrepitav samozavesti slovenskih rodoljubov.
Delovanje bataljona, ki se je med tem okrepil, je v Savinjski dolini spodbudilo novo okupatorjevo akcijo in 26. oktobra je bataljon na Čreti odbil več nemških napadov. Partizani so se kljub snegu uspeli zvečer prebiti iz sovražnikove obkolitve. Po preboju se je bataljon 28. oktobra odpravil na pohod za preprečitev izgona Slovencev iz pasu ob Savi in Sotli (t. i. »brežiški pohod«). Blizu Slivnice pri Celju se je podnevi bataljon prebil iz okupatorjevega obroča, se zapletel v nov spopad pri Javorju in v spopadih izgubil 4 partizane, med njimi tudi narodnega heroja Angela Besednjaka. Ker štab bataljona ni našel zvez s krajevno organizacijo OF in Brežiško četo, se je odločil, da se vrnejo v Savinjsko dolino. Ker pa je tudi tukaj okupator močno oslabil tamkajšne organizacije OF, je bilo sklenjeno, da se bataljon razdeli na čete in skupine, ki naj odidejo na območja, kjer so nastale. Deli bataljona so pozimi 1941/1942 opravili različne akcije, med drugim so pripadniki Revirske čete 26. decembra 1941 uničili vlečnico v premogovniku Hrastnik, Savinjska četa pa naprave rudnika boksita v Ložnici in Velenju.
Do pomladi 1942 so imele nekatere bataljonske enote precejšne izgube, kljub temu so njihovi borci spomladi 1942 tvorili jedro novonastalega I. Štajerskega partizanskega bataljona.